# Leveäjärvi (Jukkasjärvi socken, Lappland)
Leveäjärvi är en sjö i Kiruna kommun i Lappland och ingår i Torneälvens huvudavrinningsområde. Leveäjärvi ligger i Torneträsk-Soppero fjällurskog Natura 2000-område.